# Pavlovce nad Uhom
Pavlovce nad Uhom este o comună slovacă, aflată în districtul Michalovce din regiunea Košice. Localitatea se află la altitudinea de 106 m deasupra n.m., se întinde pe o suprafață de 33,42 km2 și în 2017 număra 4.597 de locuitori.

## Istoric
Localitatea Pavlovce nad Uhom este atestată documentar din 1327.

## Demografie
| An:                | 1994 | 2004    | 2014   | 2024   |
| ------------------ | ---- | ------- | ------ | ------ |
| Număr de persoane: | 3924 | 4530    | 4477   | 4663   |
| Diferență:         |      | +15,44% | −1,16% | +4,15% |

| An:                | 2023 | 2024   |
| ------------------ | ---- | ------ |
| Număr de persoane: | 4652 | 4663   |
| Diferență:         |      | +0,23% |